# Gaël Arandiga
Gaël Arandiga, né le 3 avril 1975 à Narbonne, est un joueur et dirigeant français de rugby à XV (1,82 m, 87 kg). Il peut occuper aussi bien les postes de demi d'ouverture que d'arrière. 

## Biographie
Après avoir connu sept clubs, le dernier étant l'USBCABBG, Gaël Arandiga met un terme à sa carrière professionnelle à l'issue de la saison 2006-2007 (en passant un ultime coup de pied à la 80e minute d'un match opposant l'USBCABBG à la Rochelle).
Il rejoindra le club amateur de La Vallée du Girou situé dans la banlieue Toulousaine où il évoluera au poste d'arrière puis de demi d'ouverture jusqu'en 2010, année où il se retirera des terrains et où il obtiendra son titre de Champion de France de Fédérale 1 B. Devenu entraîneur-joueur en 2011, puis manager général en 2013-2014, il quitte le club pour le TEC en septembre 2014.
Du 30 juin 2007 à juillet 2017, il est le directeur général du syndicat des joueurs de rugby professionnels Provale. En tant que représentant du syndicat, il participe notamment à la cellule technique mise en place après l'échec de l'équipe de France à la coupe du monde 2015. Avec le représentant de TECH XV, Alain Gaillard, il accompagne les dix membres désignés par Pierre Camou, président de la FFR et Paul Goze, président de la LNR : Michel Ambal, directeur du centre de formation de l'Union sportive montalbanaise, Julien Bonnaire, Thomas Castaignède, anciens internationaux, Jean-Robert Cazeaux, président du Stade Montois Rugby, Jean-Pierre Karaquillo, Professeur agrégé des Facultés de droit et cofondateur du CDES, Fabrice Landreau, international et directeur Sportif du FC Grenoble Rugby, 
Jean-Marc Lhermet, international et directeur Sportif de l’ASM Clermont Auvergne, Robert Natali, chef d’entreprise, Didier Retière, Directeur Technique National de la FFR, Thomas Savare, président du Stade Français Paris. En avril 2016, la cellule rend aux présidents Pierre Camou et Paul Goze un rapport où figurent quinze propositions,.
En juillet 2017, il quitte Provale pour devenir directeur général de l'US Montauban. Il quitte ce poste après trois saisons. Son départ est justifié par des raisons économiques, en pleine crise économique liée à la pandémie de Covid-19, et par une divergence de vision sur le projet que souhaite désormais mener le nouveau président de l'USM, Jean-Claude Maillard.

## Clubs
- RC Narbonne jusqu'en 1997
- Montpellier RC 1997-98
- USA Perpignan 1998-2001
- Tarbes Pyrénées 2001-2003
- AS Béziers 2003-2005
- Stade bordelais 2005-2006
- Union Bordeaux Bègles 2006-2007
- Entente de la vallée du Girou XV 2007-2014

## Palmarès
- Championnat de France de rugby à XV :
  - Finaliste (1) : 1998
- Champion de France de Fédérale 1 B 2009-2010